# Finlands demokratiska kvinnoförbund
Finlands demokratiska kvinnoförbund (finska: Suomen naisten demokraattinen liitto) var under åren 1944–1990 en socialistisk kvinnoorganisation i Finland med koppling till Demokratiska förbundet för Finlands folk (DFFF).
Finlands demokratiska kvinnoförbund grundades 1944 i Helsingfors. År 1980 hade förbundet 650 medlemsföreningar med totalt omkring 26 000 medlemmar. Förbundet upplöstes i samband med bildandet av Vänsterförbundet 1990 och verksamheten övergick till den nya organisationen Vänsterkvinnorna.